# C.V. Raman
Sir Chandrasekhara Venkata Raman (Tamil: சர் சந்திரசேகர வெங்கட ராமன்; født 7. november 1888 i Tiruchirappalli, død 21. november 1970 i Bangalore) var en indisk fysiker, der modtog Nobelprisen i fysik i 1930, for sin opdagelse af Ramaneffekten (også kaldet Raman-spredningen), der i dag bruges til ramanspektroskopi.

## Karriere
C.V. Raman blev tidligt uddannet; allerede i 1902 blev han optaget på Presidency College i Madras. Han bestod sin bachelorgrad i 1904, og vandt samtidig en guldmedalje i fysik. I 1907 bestod han sin kandidatgrad i fysik,
Hans tidligste forskning foregik inden for optik og akustik. Imidlertid var mulighederne for videnskabeligt arbejdet inden for fysik i Indien meget begrænsede, så i stedet tog han en stilling ved det indiske finansministerium som assisterende revisor. Raman fortsatte dog samtidig med sine fysikeksperimenter og fik mulighed for at bruge laboratoriet ved Indian Association for the Cultivation of Science i Kolkata (tidligere Calcutta). I 1917 opsagde han sit job ved det finansministeriet, da han blev tilbudt et professorat i fysik ved University of Calcutta. I 1933 blev han direktør for det nye "Indian Institute of Science". Raman etablerede i 1943 sammen med Dr. Krishnamurthy firmaet Travancore Chemical and Manufacturing Co. Ltd, der med tiden omfattede flere fabrikker i Sydindien. I 1947 blev han som den første udnævnt til national professor i det nye selvstændige Indien. Han trak sig tilbage fra Indian Institute og blev pensioneret 1948. Året efter åbnede han Raman Research Institute i Bangalore, og han forblev aktiv ved instituttet indtil sin død. Han stod bag Journal of Physics (1926) og sponsorede etableringen af Indian Academy of Sciences.